# Kozlíček skvrnitý
Kozlíček skvrnitý (Leiopus nebulosus) je brouk patřící mezi tesaříkovité. Žije na opadavých stromech. Dosahuje délky 5 až 10 milimetrů. Dožívá se přibližně dvou let.

## Poddruhy
- Leiopus nebulosus nebulosus (Linnaeus, 1758)
- Leiopus nebulosus caucasicus Ganglbauer, 1887 [1]